# Heinz Kaufmann
Heinz Werner Alfred Kaufmann, född 20 september 1913 i Berlin, död 31 augusti 1997 i Berlin, var en tysk roddare.
Kaufmann blev olympisk bronsmedaljör i åtta med styrman vid sommarspelen 1936 i Berlin.